# Мехді Хассан
Мехді Хассан (урду مہدی حسَن خان ) (18 липня 1927—13 червня 2012) — пакистанський газельний співак, та вокаліст озвучування фільмів Голлівуду. Він є однією з найбільш впливових постатей в історії газельного співу [Архівовано 29 березня 2016 у Wayback Machine.], добре відомий як «Король Газеля» або англ. «Shahanshah-e-Ghazal». Відомий своїм баритоновим голосом. Мехді Хассану приписують популяризацію газельного співу на світовій сцені. Він усвідомлював свою відповідальність за збереження жанру ґазельного жанру, який базується на рагах, в сучасному світі. Народившись у музичній родині, він впливав на покоління співаків з різних жанрів, від Джаджіт Сінгх до Сону Ніґам. За свою кар'єру він отримав численні нагороди та відзнаки, залишившись провідним співаком пакистанської кіноіндустрії разом з іншим сучасним співаком відтворення Ахмедом Рушді [Архівовано 27 листопада 2020 у Wayback Machine.], і за підрахунками, він співав і створював саундтреки для майже 300 фільмів.

## Раннє життя
Мехді Хассан народився 18 липня 1927 року в селі під назвою Луна(англ. Luna, англ. Shekhawati) біля Мандава(англ. Mandawa) в районі Джунджуну(англ. Jhunjhunu) в Британській Індії в сім'ї традиційних музикантів. Він стверджує, що це 16-те покоління спадкових музикантів Мехді Хассан втілював мрію свого батька Устада Азема Хана та дядька Устада Ісмаїла Хана, які були традиційними співаками Друпада. Хасан почав виступати в молодому віці, і перший концерт друпаду та хеяла зі старшим братом було проведено у Фазілка Бунгла, поблизу теперішнього дім DC (1935) Нерозділеного Пенджабу. Його старший брат Пандіт Гулам Кадір також дуже заохочував відточувати свої навички.
У 1947 р. Індія стала незалежною і відбувся її поділ, створивши нову країну, більшість мусульман, Пакистан. 20-річний Хассан та його родина мігрували до Пакистану, маючи з собою мало матеріальних благ. Вони зазнали серйозних фінансових труднощів у своїй новій країні. Спочатку Мехді почав працювати в Чичаватні (англ. Chichawatni), в магазині велосипедів. Пізніше став автомеханіком. Незважаючи на фінансові труднощі, він щодня дотримувався розпорядку своєї співочої практики і постійно практикував складання рагів.

## Співоча кар'єра
У 1957 році Мехді Хассану знову була надана можливість співати на Радіо Пакистан [Архівовано 27 листопада 2019 у Wayback Machine.], насамперед як співак-тумрі, [Архівовано 31 жовтня 2019 у Wayback Machine.] який заслужив його визнання в музичному братстві. Він мав пристрасть до урду поезії, і тому він почав експериментувати, співаючи газелів за сумісництвом. Він дублює дикторів З. А. Бухарі та Рафік Анвар, це дає додатковий досвід на його ріст як співака-газала. Він вперше співав на Радіо Пакистан у 1952 році. Першою його піснею було фільм «Назар Мільте Привіт Діл Кі Бат Ка Чарча На Хо Джей» у 1956 р. Цю пісню написав поет Яздані Джаландхарі, її музику склав Асгар Алі М. Хусейн. У 1964 році його ґазал для фільму «Фарангі», «Гулон мейн задзвонив бхарай, хаад-е-наубахар хале», написаний відомим пакистанським поетом Фаїзом Ахмедом Фаїзом і складений Рашидом Атре, дав йому великий прорив у пакистанську кіноіндустрію, і він ніколи після цього не повертався. Навіть оригінальний поет-газал Фаїз Ахмед Фаїз припинив його декламувати у своїх «мушаїрах» (вірші, декламуючи події) і, натомість, рекомендував глядачам просити Мехді Хассана заспівати це їм.
Після важкої хвороби наприкінці 1980-х років Мехді Хассан відмовився від закадрового співу. Пізніше через тяжкість хвороби він повністю відійшов від музики.
У 1977 році Лата Мангешкар була настільки зворушена своїм дуетним вокалом під час концерту в Нью-Делі, що, як повідомляється, вона сказала: «Aisa lagta hai ke unke gale mein bhagwan boltein hain». (Схоже, Бог співає через його голос). У жовтні 2010 року HMV Label випустив Сархадейн (англ. «Sarhadein»), в якому, мабуть, була випущена перша і остання дуетна пісня «Тера Мілана» з Мехді Хассаном і Латою Мангешкар. Цю пісню склав сам Мехді Хассан, написав Фархат Шахзад. Мехді Хассан записав її в Пакистані в 2009 році, а Лата Мангешкар пізніше почула трек і записала її частину в Індії в 2010 році, а пісню згодом змішали разом для дуету. Цей же дует «Тера Мілана» також співали Мехді Хассан та Нур Джехан (англ. Noor Jehan). Мехді Хассан вважається одним з найкращих співаків на континенті. 18 липня 2018 року, в день свого 91-го дня народження, Google представив Мехді Хассана на своїй домашній сторінці [Архівовано 16 грудня 2019 у Wayback Machine.].

## Смерть
Кілька років до смерті він страждав від важкого легеневого стану. Мехді Хассан помер близько полудня 13 червня 2012 року в університетській лікарні «Ага Хан» [Архівовано 8 листопада 2020 у Wayback Machine.], Карачі, після перенесеного 12-річного терміну перебування на хворобах легенів, грудної клітки та сечовивідних шляхів. Наприкінці 2000 року він переніс свій перший інсульт. У 2005 році його доставили до Індії на аюрведичне лікування, де його вітали А. Б. Ваджпай, Діліп Кумар, Лата Мангешкар та багато інших його індійських шанувальників. Він зазнав свого другого інсульту незабаром після повернення з Індії, і цей інсульт залишив його безмовним і безпорадним до смерті 13 червня 2012 року.